# USS Alaska (SSBN-732)

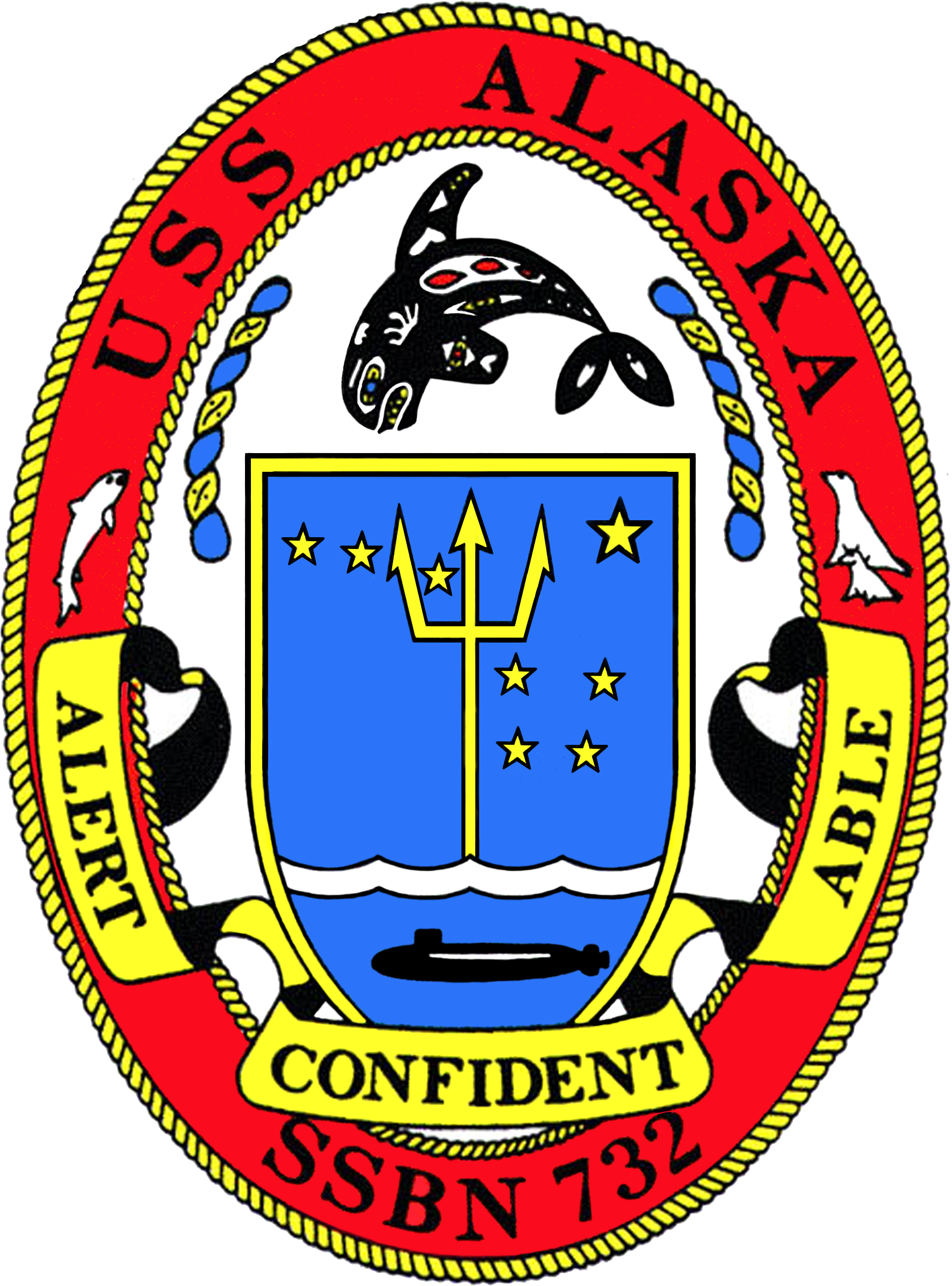
Insignia del USS Alaska (SSBN-732)

El USS Alaska (SSBN-732) es el séptimo submarino de la clase Ohio y el cuarto navío de la Armada de los Estados Unidos en llamarse Alaska. 

## Historia
El contrato de construcción se firmó con General Dynamics Electric Boat en Groton, Connecticut el 27 de febrero de 1978 y su quilla se colocó el 9 de marzo de 1983. En abril de 1984 se formó la tripulación de preactivación del Alaska con Paul L.Callahan como oficial al mando de la misma. El Alaska fue botado el 12 de enero de 1985 y amadrinado por la Sra. Catherine Stevens. Las pruebas de construcción comenzaron el 20 de septiembre de 1985, produciéndose su entrega a la Armada el 26 de noviembre de 1985 y entró en servicio el 25 de enero de 1986, con el capitán Paul L.Callahan al mando de la tripulación azul y el capitán Charles J. Chotvacs al mando de la tripulación dorada.
En septiembre de 1986 inició su viaje a la base naval de submarinos Bangor, Washington; llegando a la misma en octubre de 1986. La primera patrulla disuasoria se realizó a principios de 1987.